# Xerxes (Händel)
Xerxes (originální název Serse, HWV40) je tříaktová opera seria Georga Friedricha Händela. Premiéru měla v Královském divadle v Londýně 15. dubna roku 1738. Libreto bylo s úpravami neznámého autora převzato z dřívější stejnojmenné opery Giovanniho Bononciniho (1694), jejíž libreto napsal Silvio Stampiglia a použil přitom starší libreto, jehož autorem byl Nicolò Minato. Děj se odehrává v Persii roku 480 př. n. l. a je volně založen na osobě perského krále Xerxa I.
Titulní roli Xerxa původně zpívali kastráti, dnes se obsazují mezzosopranistky nebo kontratenoři. Při premiéře ji zpíval proslulý kastrát Caffarelli, který však rolí nebyl nikterak nadšen. Po pěti reprízách byl kus stažen a na dlouhých 200 let zapomenut. Znovuuvedení provedl Oskar Hagen (německý historik umění a zakladatel Händelových slavností v Göttingenu) na Göttingenských slavnostech 5. června roku 1924. Od té doby náleží Xerxes k často dávaným Händlovým operám.
Úvodní árie „Ombra mai fù“ patří mezi Händelovy nejznámější melodie a často se uvádí v orchestrální úpravě pod názvem „Largo“; v partituře ji ovšem autor nadepsal jako larghetto.

## Obsah
Král Xerxes se chce oženit s Romildou, ta však miluje jeho bratra Arsamena. Romildina sestra Atalanta chce získat Arsamena pro sebe, radí proto Romildě, aby se provdala za Xerxa.
Xerxes vyhostí svého bratra, který Romildě po svém sluhovi Elvirovi, přestrojenému za obchodníka s květinami, nechá doručit zprávu, v níž jí přísahá věrnost navěky. Zprávu však převezme Atalanta, která jí sestře ukáže, ale s tím, že tvrdí, že zpráva je určena jí. Kvůli tomu se Arsamene a Romilda rozvadí.
Xerxes pronásleduje Romildu a řekne jejímu otci Ariodatovi, že Romilda se musí na králův rozkaz oženit s členem královské rodiny. Ariodate se mylně domnívá, že se jedná o Arsamena. Amastre, kterou Xerxes kvůli Romildě nechal, se převleče za muže a sleduje Xerxa. Po svatbě Arsamena a Romildy se nechá Amastre Xerxovi poznat, ten se kvůli její věrnosti zastydí a Amastre přijme jeho omluvu.

## Osoby a původní obsazení
- Xerxes, perský král - Gaetano Majorano, zvaný „Caffarelli“ (kastrát)
- Arsamene, Xerxův bratr - Maria Antonia Marchesini, zvaná „La Lucchesina“ (alt)
- Amastre, Xerxova snoubenka - Antonia Maria Merighi (alt)
- Romilda, Ariodatova dcera - Elisabeth Duparc, zvaná „La Francesina“ (soprán)
- Atalanta, Romildina sestra - Margherita Chimenti, zvaná „La Droghierina“ (soprán)
- Ariodate, Xerxův kapitán - Antonio Montagnana (bas)
- Elviro, Arsamenův sluha - Antonio Lottini (bas)

## Nahrávky
- 1962 Sbor a Symfonický orchestr Bavorského rozhlasu řídí Rafael Kubelík. Osoby a obsazení: Xerxes (Fritz Wunderlich), Romilda (Jean Cook), Atalanta (Ingeborg Hallstein), Arsamenes (Naan Pöld), Amastris (Herta Töpper), Elvino (Max Proebstl), Ariodantes (Karl-Christian Kohn), Orfeo[1]